# Muet (nouvelle)
Muet (titre original : Mute) est une nouvelle de Stephen King publiée pour la première fois en 2007 dans le magazine Playboy, puis incluse dans le recueil Juste avant le crépuscule en 2008.

## Résumé
Monette, commercial dans la vente de livres, se confesse à un prêtre. Il lui raconte qu'il a pris récemment un auto-stoppeur sourd-muet dans sa voiture et, alors que l'homme s'est endormi, a commencé à lui raconter pour se soulager ses déboires avec sa femme, qui a une liaison avec un autre homme et a détourné de grosses sommes d'argent.